# Chiesa di Santa Maria degli Angeli (Verzasca)
La chiesa di Santa Maria degli Angeli è un edificio religioso barocco che si trova a Verzasca, nella frazione di Lavertezzo.

## Storia
La prima menzione dell'edificio risale al 1578, quando la parrocchia diventò autonoma separandosi da quella di Vogorno. Nello stesso periodo l'edificio fu radicalmente modificato, forse partendo dalla base di un oratorio quattro-cinquecentesco intitolato a Sant'Antonio abate. Dell'edificio precedente rimane una piccola porzione, forse il coro, che oggi viene usato come cappella laterale. Il coro della chiesa attuale, invece, fu progettato da Pietro Pometta e costruito dal 1707 al 1780, anno al quale risale anche la facciata in stile barocco. Il campanile, invece, su realizzato nel XVIII secolo e fu ulteriormente modificato nel 1845.